# دیوید مارگولیس
دیوید مارگولیس (انگلیسی: David Margulies؛ زادهٔ ۱۹ فوریهٔ ۱۹۳۷ - درگذشته ۱۱ ژانویه ۲۰۱۶) یک بازیگر سینما، و هنرپیشه اهل ایالات متحده آمریکا بود. وی از سال ۱۹۷۲ تا ۲۰۱۶ میلادی مشغول فعالیت بود.
از فیلم‌ها یا برنامه‌های تلویزیونی که وی در آن نقش داشته است می‌توان به شکارچیان روح، آماده برای کشتن و ایس ونچورا: کارآگاه حیوانات اشاره کرد.